# Летюче локшинне чудовисько

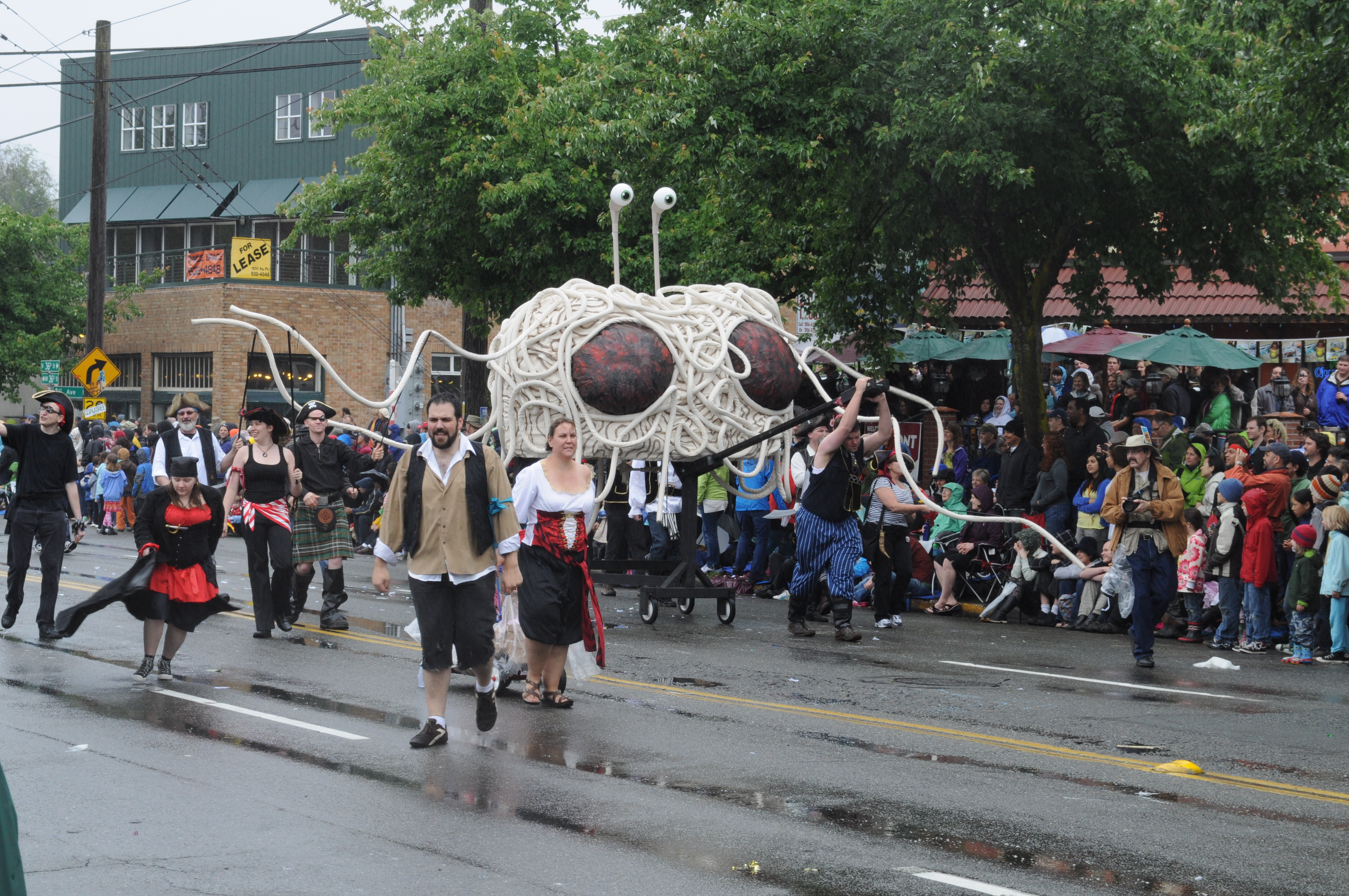
Летюче Локшинне Чудовисько в Сіетлі

Летюче локшинне чудовисько (англ. Flying Spaghetti Monster) — божество релігії пастафариянства (англ. Pastafarianism), заснованої фізиком Боббі Гендерсоном 2005 року на знак протесту проти рішення департамента освіти штату Канзас, що вимагало ввести до шкільного курсу концепцію «розумного задуму» як альтернативу еволюційному вченню. У відкритому листі на своїй вебсторінці Гендерсон проголошує віру в надприродного Творця, схожого на локшину та тюфтельки — Летючого Локшинного Чудовиська і закликає до вивчення пастафариянства в школах, використовуючи аргумент reductio ad absurdum (зведення до абсурду) проти вчення «розумного задуму».
Послідовники Летючого локшинного чудовиська (ЛЛЧ) називають себе пастафариянами (гра слів, заснована на растафаріанстві та італійському слові «паста» (pasta), що означає макаронні вироби), чи пастафариянцями.
Еволюційний біолог Річард Докінз використовував ЛЛЧ як приклад у книзі «Ілюзія Бога». У серіалі «Південний парк» він також зображений таким, що використовує цей приклад. Головний пастор Міша Бердар.

## Історія появи
Перші згадки про Летюче Локшинне Чудовисько з'явилися в січні 2005 року, коли Боббі Гендерсон надіслав відкритого листа до департамента освіти штату Канзас, в якому він вперше виклав свою теорію ЛЛЧ. Лист був спрямований як аргумент проти викладання теорії розумного задуму на уроках біології в школах штату. Своє ставлення до цього питання він пояснив наступним чином:
|  | Я не маю жодних проблем з релігією. Я не погоджуюсь тільки з тим, що релігія видає себе за науку. Якщо насправді є бог і він розумний, то я гадаю, що він принаймні повинен мати почуття гумору. |

Працівники департаменту не відповідали на лист Гендерсона, аж поки цей лист на сторінці інтернету викликав значну увагу громадськості. Пізніше до цього сайту були додані і листи-відповіді працівників департаменту, і коло прихильників руху почало стрімко зростати до такої міри, що перетворилося на певний інтернетний феномен, і ним зацікавилися американські ЗМІ. Популярність теорії дещо здивувала самого Гендерсона, який зізнався, що написав листа передусім заради глузування, аніж поважної мети.
Популярність теорії ще більше зросла, коли один з читачів сторінки запропонував винагороду у 250 тис. доларів, а пізніше навіть у мільйон доларів тому, хто доведе, що Ісус Христос не син Летючого Локшинного Чудовиська і що він не є складовою частиною релігії пастафариянства.

## Принципи релігії
Більшість принципів, запропонованих Гендерсоном, є пародіями на аргументи що приводяться адептами креаціонізму або розумного задуму.
Канонічні догми:
- Невидиме і невідчутне Летюче Локшинне Чудовисько створило Всесвіт, почавши з гори, дерев та «карлика» [sic: «карлик» англійською — «midget»; підпис до стрілки, що вказує на маленького чоловічка біля гори — «midgit»].
- Всі докази еволюції були навмисне створені ЛЛЧ. Воно випробовує віру пастафариян, роблячи так, що речі виглядають старішими, ніж вони є насправді. «Наприклад, вчений може провести радіовуглецевий аналіз артефакта. Він знаходить, що приблизно 75 % вуглецю-14 трансформувалося в процесі емісії електронів в азот-14, і, виходячи з цього, робить висновок, що вік артефакту приблизно 10 000 років, оскільки період напіврозпаду вуглецю-14 становить 5 730 років. Але наш учений не усвідомлює, що щоразу, як він здійснює вимір, ЛЛЧ змінює результати Своєю Локшинною Десницею. У нас є безліч тестів, що показують, як це можливо і нащо Воно це робить. Воно, звісно, невидиме і легко проходить крізь матерію».
- Пастафариянський рай включає, щонайменше, один пивний вулкан і одну фабрику стриптизу.
- «Рамінь» («Ramen») — офіційне закінчення молитов, деяких частин Євангелія від ЛЛЧ тощо і є комбінацією слова «Амінь» (використовуваного в християнстві, юдаїзмі та ісламі) та «рамен» — сорту макаронів. Це слово зазвичай пишеться з великих «Р» та «А», хоча припустимим є також написання із однієї великої «Р».

## Пірати та глобальне потепління

Вплив кількості піратів на глобальне потепління

Згідно з пастафариянською системою вірувань, пірати (морські розбійники) — «абсолютні божествені створіння» і первісні пастафарияни. Зображення їх як «злодіїв та відщепенців» — дезінформація, розповсюджена християнськими теологами Середньовіччя. Насправді, говорять пастафарияни, вони були «миролюбними дослідниками і розповсюджувачами доброї волі», що роздавали цукерки дітям.
Включення піратів у вчення ЛЛЧ було частиною листа Гендерсона до Канзаського департаменту освіти як ілюстрація того, що взаємозв'язок не дорівнює причинності (лат. um hoc ergo propter hoc — після цього, значить, внаслідок цього). В цьому листі Гендерсон розгортає аргумент, що «глобальне потепління, землетруси, урагани та інші природні лиха є прямим наслідком скорочення кількості піратів з 1800 р.». Графік, докладений до листа, показує, що зі скороченням кількості піратів глобальна температура підвищується, тим самим ілюструючи, що статистично пов'язані речі, тим не менш, не обов'язково взаємопов'язані.

## Вісім «Краще б ти цього не робив»

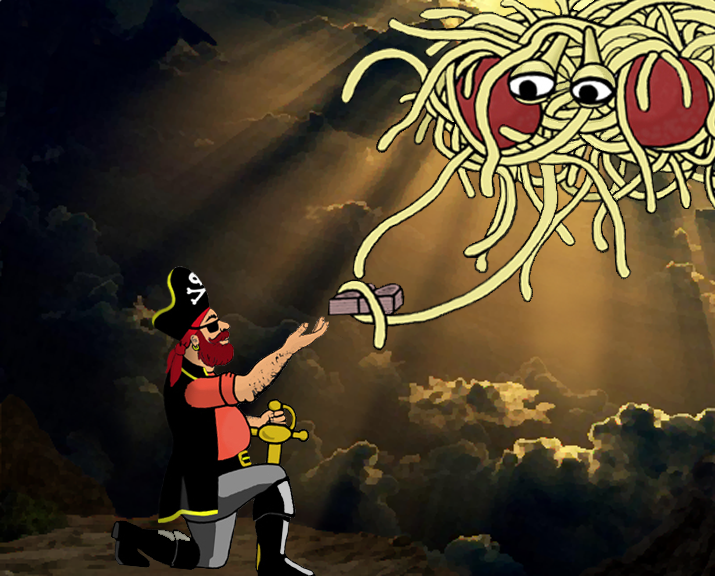
Одержання десяти «Краще б ти цього не робив»

Вісім «Краще б ти цього не робив» є пастафариянським еквівалентом старозаповітних десяти заповідей. Їх можна знайти в Євангелії від Летючого Локшинного Чудовиська. Згідно з вірою пастафариянства, вони були дані Пірату Мосею (ЛЛЧ-еквівалент біблійного Мойсея) самим Летючим Локшинним Чудовиськом. Споконвічно їх було десять, але дві таблиці впали «по дорозі з гори». Сам Мосей називав їх «Заповідями», а його піратська зграя — «Приправами». Заповіді пастафариян розглядають такі питання, як відношення до інших людей, інших релігій, поклоніння ЛЛЧ, сексуальність та правильне харчування:
1. Краще б ти не корчив із себе найсвятішого дурня, коли мова йде про Мою Макаронну Святість. Якщо деякі не вірять в мене — нічого страшного. Насправді я зовсім не самозакоханий. Крім того, мова якраз не про них, отже не відволікайся від теми дискусії.
2. Краще б ти не використовував моє ім'я для поневолення, підкорення, кари, спустошення та взагалі поганого ставлення до інших. Я не потребую ніяких жертвоприношень, а чистота стосується питної води, а не людей.
3. Краще б ти не судив про людей по тому як вони виглядають, як вони одягаються, розмовляють, і взагалі будь чемним, добре? І ще, вдовби собі у макітру: жінка — особистість, чоловік = особистість, зануда — і є зануда. Ніхто не кращий від інших, звісно якщо мова не йде про наділених модним смаком, і я вибачаюся, що надав цей дар жінкам і деяким чоловікам, які можуть відрізнити бірюзовий колір від світло фіолетового.
4. Краще б ти не поводив себе так, щоб твоя поведінка ображала тебе самого чи твого партнера чи партнерку за його/її власним бажанням і згодою при досягненні достатнього віку і душевного стану. Якщо хтось може з цим не погодитися, я думаю їм підходить вислів «та пішли ви на.#%&». У разі, якщо вони вважатимуть це образливим, вони можуть вимкнути телевізор і піти на прогулянку.
5. Краще б ти не займався критикою упереджених, жінконенависницьких та злостивих ідей інших на пустий шлунок. Поїж, а потім порви курвів на шматки.
6. Краще б ти не будував багатомільйонні церкви/храми/мечеті/усипальниці на честь Моєї Макаронної Святості. Гроші краще використати (на вибір):
А. для викорінення бідності
Б. для виліковування хвороб
В. для того щоб жити в мирі, пристрасно любити і зменшувати вартість інтернету. Можливо я просто комплексно-вуглеводна всюдисуща істота, але мені подобаються прості речі в житті. Я розуміюся на них. Бо я творець
7. Краще б ти не йшов поміж людей і не говорив, що я з тобою розмовляю. Тебе не так цікаво слухати. Ти мусиш це пережити. І я вже наказував тобі любити ближнього, невже ти не зрозумів мій натяк?
8. Краще б ти не робив нічого іншим, що хотів би щоб було заподіяно ними тобі, у разі якщо ти, часом полюбляєш шкіряні речі/мастила/Лас-Вегас. Якщо іншій особі це подобається, то (згідно з пунктом 4) насолоджуйся, роби фотографії і, заради усього святого, використовуй ПРЕЗЕРВАТИВ! Справді, це просто шматок гуми. Якби я не хотів, щоб ти почував себе добре під час усього цього, я б обладнав його шипами або ще чимось.

## Свята
- Пастха — пастафариянам радиться їсти спагеті із пастою, одягненими в костюми піратів. В Пастху Летючий Локшинний Монстр вперше почав торкатись людей своїм макаронним щупальцем.
- Рамедан — пастафарияни декілька днів в місяць вживають локшину рамен.
- Хеловін — одне з найважливіших свят для пастафариянина, який святкується як данина тим часам, коли пірати вільно подорожували світом. За словами Боббі Гендерсона, пірати, коли сходили на берег, роздавали дітям цукерки, але стали практикувати це менше, коли піддались гонінню. Загалом пастафарияни в це свято перевдягаються в костюми піратів, і як раніше їх предки пірати роздають цукерки.
- Міжнародний день піратів — цього дня пастафарияни святкують свою належність піратам. Так як і пірати, пастафарияни проводять день вживаючи грог, шукаючи осіб протилежної статі.
- П'ятниця — відзначається кожного тижня.
- Свято — припадає на час із грудня по січень.

## Реакція вірян
Віряни постійно надсилають Боббі Гендерсону гнівні листи, які він розміщує та коментує на сайті Церкви Летючого Локшинного Чудовиська.

## Пастафариянство в Україні
В Україні офіційно з'явився громадський рух «Українська пастафариянська церква», вона ж Церква Літаючого Локшинного Чудовиська. Скорочено «Українська пастафариянська церква (Макаронна парафія)» називає себе УПЦ МП.
Інформацію про реєстрацію підтвердив начальник Оболонського районного управління юстиції у місті Києві Максим Жданов.
«Українська пастафариянська церква» зареєстрована як громадська організація. У них немає статуту, немає свідоцтва, вони просто заявили про те, що будуть збиратися", — розповів Жданов.
Офіційну реєстрацію пастафарияни відзначили Пастною ходою — кілька десятків людей з атрибутикою пройшлися центром Києва.
Українська православна церква засудила діяльність «Української пастафариянскої церкви».
«Наявні нові труднощі для християнського богослов'я і традиційних релігій… Це більша небезпека ніж, хоч і молодший, але все ж богооткровенний іслам, або біблійні Свідки Єгови. І не бачити, не помічати цього вже неможливо. Нівелюється саме поняття сакральності віри…», написав на своїй сторінці в Facebook Архімандрит Української православної церкви Авакум щодо діяльності «Церкви ЛЛЧ».

### Комп'ютерні ігри
- Flying Spaghetti Monster — The Game [Архівовано 19 листопада 2007 у Wayback Machine.]